# Gogoșu, Dolj
Gogoșu este satul de reședință al comunei cu același nume din județul Dolj, Oltenia, România.

## Personalități
- Cornel Onescu (1920 - 1993), demnitar comunist, ministru, deputat

 Acest articol despre o localitate din județul Dolj este deocamdată un ciot. Puteți ajuta Wikipedia prin completarea lui.